# یوشیکی یاماموتو
یوشیکی یاماموتو (انگلیسی: Yoshiki Yamamoto؛ زادهٔ ۱۶ نوامبر ۱۹۹۴) بازیکن فوتبال اهل ژاپن است.